# فيل إبراهام
فيل إبراهام (بالإنجليزية: Phil Abraham)‏ هو مصور سينمائي ومخرج أمريكي، ولد في القرن العشرين.

## وصلات خارجية
- فيل إبراهام على موقع IMDb (الإنجليزية)
- فيل إبراهام على موقع ألو سيني (الفرنسية)
- فيل إبراهام على موقع أول موفي (الإنجليزية)
- فيل إبراهام على موقع قاعدة بيانات الفيلم (الإنجليزية)
- فيل إبراهام على موقع كينوبويسك (الروسية)